# 半人马座
半人马座（英语：Centaurus）是一个巨大的明亮星座，它拥有两颗一等大星，半人马座α星和半人马座β星。半人马座区域内有各种令人感兴趣的天体。

## 传说与历史
天空中有两个半人半马的形象，半人马座是其中之一（另一个是人马座，俗稱射手座）。在希腊神话中，半人马是一种奔跑迅速，武艺高强的生物，形象可怕，举止粗鲁，好色贪杯。他们当中也有例外，例如半人马喀戎，以其和善及智慧著称。
喀戎是天神宙斯的父亲克罗诺斯与宁芙生下的孩子，他是半人半马的神，他从阿波罗及月神阿特密丝那儿学得了许多知识及技能。喀戎相当聪明，并将他所学的知识及技能教导给许多他的学生，其中包括了大力士赫拉克勒斯、特洛伊战争的英雄阿基里斯、天医阿斯克勒庇俄斯，以及其他英雄及天神的子女们。他的天性相当善良及充满智慧，不像其他的半人马般地凶暴残忍。喀戎原是不死之身，但最后却仍旧死去，是因为大力士赫拉克勒斯正和人马族争斗，當時赫拉克勒斯的朋友半人馬波洛斯拿了族裡珍藏的美酒給好友享用卻引發其他半人馬不滿，喀戎因为生性爱好和平，便退出争执的地方，却在混乱中误踩了赫拉克勒斯在先前射杀九头蛇时沾了毒血的箭，进而不幸中剧毒，倒地不起，慌張的波洛斯撿起箭矢劃傷了手不久也一同去了。由于无药可救，却又痛苦万分的喀戎便把不死之身传给了普罗米修斯这位盗取天火给人类的神之后，就死去了。宙斯知道这件事之后非常伤心，便将喀戎升上星空成为半人馬座。
由于希腊人继承了苏美尔人的黄道星座体系，常有将黄道星座人马座（也称“射手座”）與后者半人马座相混淆。在埃拉托斯特尼的希腊神话体系中，人马座是缪斯女神们为了纪念陪伴她们的薩堤爾克洛托斯而请求宙斯将后者升上天空的星座。由于克洛托斯发明了射箭并擅长骑马狩猎，宙斯为成为星座的克洛托斯添了马身和弓箭。

## 主要恒星
- 半人马座α星：南门二是一颗三合星，距离太阳最近的恒星。這顆三合星由以下三顆恆星組成：
  - 主星半人马座α星A：它与太阳拥有相同的化学构成并且拥有相同的亮度（0星等）。
  - 主星半人马座α星B：该星是主星半人马座α星A的一颗伴星，星等+1.33，位于距离α星13.8弧秒的位置。这两颗星围绕各自对方为中心旋转，周期为80年。
  - 主星半人马座α星C：又名比鄰星，是该星的第三颗星位，于从地球看来西南方向2度的位置，是距离太阳最近的恒星（4.2光年），为一颗红矮星，亮度+12.4。
- 半人马座β星：马腹一，这是一颗蓝白巨星，星等+0.6。
- 半人马座γ星：库楼七，这是一对+3等的星，但因为两颗子星距离永远不超过1.7弧秒，所以用小型望远镜很难把它们分辨出。
- 半人马座ε：南门一，是一颗蓝白色的B型巨星，其视星等为+2.29，俗名Al birdhaun或Birdun。
- 半人马座ζ：库楼一，是一颗分光双星，周期略大于8天，轨道偏心率约为0.5，俗名Alnair。
- 半人马座η：库楼二，是一颗Be型星，转速极快，自转周期小于一天。
- 半人马座θ：库楼三，是一颗K型的黄巨星，视星等+2.06，距地球约60.94光年，俗名Menkent。
- 半人马座σ：库楼十，是一颗蓝白B型主序矮星，视星等为+3.91，距离地球约443光年。
- 半人马座iota：库楼八，是一颗A型主序矮星，视星等+2.75，距离地球约131.7光年。
- 半人马座φ：衡三，是一颗蓝-白B型亚巨星，平均视星等为+3.83，距离地球约465光年。
- 半人马座g：库楼四，是一颗M型红巨星，平均视星等为+4.19，距离地球约177.4光年。
- 半人马座d：库楼五，是半人马座的一个双星系统。距离地球约1250光年。
- 半人马座D：库楼九，是半人马座的一个双星系统，距离地球约566光年，总视星等为+5.31。
- 半人马座X-3：人类发现的第一颗X射线双星，由一颗中子星和一颗大质量恒星相互环绕组成。

## 深空天体
- NGC 3766：用肉眼看，它是一团雾状的光，而使用小型望远镜可以发现它是一个疏散星团。它的星等为+4.4。在12弧分的区域内，可以看见大约60颗恒星。NGC 3766是一个年轻的星团，很可能年龄不超过1000万年。它距离地球大约5800光年。
- NGC 3918：这是一个行星状星云，它小而明亮，光中泛着蓝色，直径是12弧分，星等为+8.1。
- NGC 4622：這是一個盤面正對地球的螺旋星系，距離地球1.11億光年。
- NGC 5128：这个明亮的星系与本星系群十分近，本星系群是包括银河在内的二十几个星系组成的星系群。使用最小的望远镜就可以很好的观测NGC 5128。它是一个很强的射电源。它也是天空中看来特异的星系之一：巨大的椭圆星系被一条明显的尘埃带切开。这个区域从地球看来愈向东南方愈暗。要使用3英寸（8厘米）的非专业望远镜才可见。
- NGC 5139/半人马座ω：这是一个非常巨大的球状星团，古人以为它是一颗模糊的恆星。17世纪，天文學家称其为半人马座ω。它是最大最亮的一个球狀星團，即使使用小型望远镜也可以看见单个的恒星。如果使用更大的望远镜，可以看见数千颗恒星集团。
- NGC 5460：这是一个明亮，散开的疏散星团。拥有大约25颗星等在+8或更暗的恒星。
- IC 2944：也称为走雞星雲或半人马座λ星云，是在半人马座λ星附近的一个由疏散星团与发射星云组成星云。